# Ammonios Saccas
Pour les articles homonymes, voir Ammonios et Ammonius d'Alexandrie.
Ammonios Saccas (en grec ancien Ἀμμώνιος Σακκάς) (IIIe siècle) est un philosophe égyptien d'Alexandrie, souvent considéré, en tant que maître de Plotin de 232 à 242, comme le fondateur de l'école néoplatonicienne de Rome.

## Biographie
Selon le témoignage digne de foi d’Ammien Marcellin, Ammonios Saccas (en grec ancien : Ἀμμώνιος Σακκάς) est né à Alexandrie. Son nom doit s’entendre comme Ammonios le Sace ou le Scythe. Selon Jean-Michel Charrue, « le redoublement [de la consonne k] semble plutôt avoir été utilisé à propos des Scythes indiens. Ammonios était probablement par ses origines un Scythe perse ou indien, nous dirons plutôt perse. » Le métier de « porteur-de-sacs » qu’on a cru déceler dans son nom à la suite de Théodoret de Cyr, dont l’apologétique prend une allure polémique, est philologiquement fausse et fantaisiste.
D'après Porphyre, il aurait renié sa foi chrétienne. En revanche, d'après Eusèbe de Césarée et saint Jérôme, il aurait gardé sa foi chrétienne.
Après une longue période d'études et de méditation, Ammonios Saccas ouvrit une école de philosophie à Alexandrie. Ses principaux élèves furent Herennius, Origène le Platonicien (et peut être aussi le fameux chrétien Origène v. 185-v. 254), Longin et Plotin. Plotin suivit son enseignement plus de 10 ans, de 232 à 242, à Alexandrie.

« Un ami l'amena [Plotin] chez Ammonius, qu'il ne connaissait pas encore. Dès qu'il fut entré et qu'il l'eut écouté, il dit à son ami : “Voilà l'homme que je cherchais (τοῦτον ἐζήτουν)”. De ce jour, il fréquenta assidûment Ammonius […]. Herennius, Origène et Plotin étaient convenus ensemble de tenir secrets les dogmes d'Ammonius, que leur maître leur avait expliqués en toute clarté dans ses leçons. Plotin tint sa promesse ; il était en relation avec quelques personnes qui venaient le trouver ; mais il conservait, ignorés de tous, les dogmes qu'il avait reçus d'Ammonius. Hérennius rompit le premier la convention, et Origène le suivit […] Pendant fort longtemps, Plotin continua à ne rien écrire ; il faisait des leçons d'après l'enseignement d'Ammonius. Ainsi fit-il pendant dix ans entiers ; il avait quelques auditeurs mais n'écrivait rien. »

— Porphyre, Vie de Plotin, § 3, trad. Émile Bréhier.
Sa mort se situerait entre 240 et 245, à un âge avancé.

## Philosophie
Comme il n'a rien écrit, et, avec l'aide de ses élèves, garda ses enseignements secrets, à la manière des pythagoriciens, sa philosophie doit essentiellement être déduite des écrits de Plotin. Comme Eduard Zeller l'indique cependant, il y a des raisons de croire que sa doctrine était plus proche de celle des platoniciens que de celle de Plotin. Hiéroclès, écrivant au Ve siècle, affirme que sa doctrine fondamentale était un éclectisme ou syncrétisme, dérivé d'une étude critique de Platon et d'Aristote. Ses admirateurs affirment qu'il avait été capable de réconcilier les querelles des deux grandes écoles de pensée.

« Enfin brilla la sagesse d’Ammonios, qu’on célèbre sous le nom d’“inspiré de Dieu”. Ce fut lui, en effet, qui, purifiant les opinions des anciens philosophes et dissipant les rêveries écloses de part et d’autre, établit l’harmonie entre les doctrines de Platon et d’Aristote dans ce qu’elles ont d’essentiel et de fondamental... Ce fut Ammonios d’Alexandrie, l’inspiré de Dieu, qui le premier, s’attachant avec enthousiasme à ce qu’il y a de vrai dans la philosophie et s’élevant au-dessus des opinions vulgaires qui rendaient la philosophie un objet de mépris, comprit bien la doctrine de Platon et d’Aristote, les réunit en un seul et même esprit, et livra ainsi la philosophie en paix à ses disciples Plotin, Origène et leurs successeurs. »

Sur l'union de l’âme et du corps, Ammonios Saccas est platonicien : 

« Ammonios, maître de Plotin, expliquait ainsi la difficulté qui nous occupe [l’union de l’âme et du corps]. L’intelligible est de telle nature qu’il s’unit à ce qui peut le recevoir, aussi intimement que s’unissent les choses qui s’altèrent mutuellement en s’unissant, et qu’en même temps, dans cette union, il demeure pur et incorruptible, comme le font les choses qui ne sont que juxtaposées. En effet, pour les corps, l’union altère les parties qui se rapprochent, puisqu’elles forment d’autres corps ; c’est ainsi que les éléments se changent en corps composés, la nourriture en sang, le sang en chair et en d’autres parties du corps. Mais, pour l’intelligible, l’union se fait sans qu’il y ait d’altération, car il répugne à la nature de l’intelligible de subir une altération dans son essence. Il disparaît ou il cesse d’être, mais il n’est pas susceptible de changement. Or l’intelligible ne peut être anéanti, autrement il ne serait pas immortel ; et, comme l’âme est la vie, si elle changeait dans son union avec le corps, elle deviendrait autre chose et elle ne serait plus la vie. Que procurerait-elle donc au corps si elle ne lui donnait pas la vie ? L’âme ne subit donc pas d’altération dans son union. »

## Œuvres
- (it) G. Bruni, Ammonios Saccas e i suoi frammenti, Rome, 1959.
- fragments conservés par Némésios d'Émèse : trad. par J.-B. Thibault Numénius : traité du Bien, trad. par M.-N. Bouillet (1857) Les Ennéades de Plotin ...: Tr ... - Plotinus, Porphyry - Google Livres

### Sources
- Porphyre, « Vie de Plotin § 3 » : Contre les chrétiens, fragment 39 (= Eusèbe, Histoire ecclésiastique, VI, 9).
- Eusèbe, Histoire ecclésiastique (IVe s.), VI, 9.
- Répertoires de sources philosophiques antiques : 
  - « Bibliotheca Classica Selecta »
  - Cnrs
  - Remacle